# Triainolepis arcuata
Triainolepis arcuata là một loài thực vật có hoa trong họ Thiến thảo. Loài này được (Dubard & Dop) Bremek. miêu tả khoa học đầu tiên năm 1956.